# Echague
Echague là một đô thị hạng 1 ở tỉnh Isabela, Philippines. Theo điều tra dân số năm 2007, đô thị này có dân số 67.553 người trong 12.045 hộ.

## Các đơn vị hành chính
Echague được chia ra 64 barangay.
| - Angoluan - Annafunan - Arabiat - Aromin - Babaran - Bacradal - Benguet - Buneg - Busilelao - Caniguing - Carulay - Castillo - Dammang East - Dammang West - Dicaraoyan - Dugayong - Fugu - Garit Norte - Garit Sur - Gucab - Gumbauan - Ipil | - Libertad - Mabbayad - Mabuhay - Madadamian - Magleticia - Malibago - Maligaya - Malitao - Narra - Nilumisu - Pag-asa - Pangal Norte - Pangal Sur - Rumang-ay - Salay - Salvacion - San Antonio Ugad - San Antonio Minit - San Carlos - San Fabian - San Felipe | - San Juan - San Manuel - San Miguel - San Salvador - Santa Ana - Santa Cruz - Santa Maria - Santa Monica - Santo Domingo - Silauan Sur - Silauan Norte - Sinabbaran - Soyung (richest barangay) - Taggappan - Tuguegarao - Villa Campo - Villa Fermin - Villa Rey - Villa Victoria - Cabugao - Diasan |